# ريتشارد سينج
ريتشارد سينج (Richard Laurence Millington Synge) هو كيميائي بريطاني ولد في ليفربول في 28 أكتوبر 1914 وتوفي في 18 أغسطس 1994 بنورويتش.
تقاسم جائزة نوبل في الكيمياء لسنة 1952 مع أرشر مارتين لاختراعهم وتطوير تقنية الاستشراب التقاسمي: وهي تقنية تستخدم في فصل خلطات المواد الكيميائية مماثلة، التي أحدثت ثورة الكيمياء التحليلية
وقام بين عامى 1942 و 1948 بدراسة الببتيدات من الجراميسيدين مجموعة البروتينب وقام تحديد هيكل الأنسولين.

## روابط خارجية
- ريتشارد سينج على موقع الموسوعة البريطانية (الإنجليزية)
- ريتشارد سينج على موقع مونزينجر (الألمانية)
- ريتشارد سينج على موقع إن إن دي بي (الإنجليزية)